# Fletcher Allen
Fletcher Allen (Cleveland, 25 juli 1905 - (?), 5 augustus 1995) was een Amerikaanse jazz-saxofonist, klarinettist en componist. Zijn compositie "Viper's Dream" is zijn meest bekende compositie en wordt nog steeds gespeeld. Het nummer werd onder meer opgenomen door Freddy Taylor, Quintette du Hot Club de France en Sebastian Giniaux. Andere songs van zijn hand zijn onder meer "Blue Drag" (1935) en "Swingin' in Paris" (1938).
- Bibliothèque nationale de France: cb13929525f (data)
- International Standard Name Identifier: 0000 0000 0307 7063
- Library of Congress Control Number: no2008018527
- MusicBrainz: 603ff5d2-2bb8-4e3b-a816-d650e6320c85
- Nationale Bibliotheek van Israël: 987007328234005171
- Virtual International Authority File: 31796852